# Tihana Ambroš
Tihana Ambroš (djevojački Šarić; Vinkovci, 7. lipnja 1980.), profesionalna rukometašica i hrvatska reprezentativka.

## Trofeji
S reprezentacijom Hrvatske sudjeluje na Svjetskim i Europskim prvenstvima, a u ljeto 2005. godine za Hrvatsku osvaja brončanu medalju na Mediteranskim igrama u španjolskoj Almeríji. Iste godine nominirana je za najbolju rukometašicu Hrvatske, kao jedina na svojoj poziciji kružne napadačice. 
Nakon osvajanja hrvatskih prvenstava i kupova, 2005. godine nastavlja karijeru u jednoj od najjačih europskih liga za rukometašice - španjolskoj ligi. Na Iberskom poluotoku nastupa za dva najbolja španjolska kluba: Astroc Sagunto i Cementos La Union Ribarroja. Osvaja španjolsko prvenstvo i dva puta Superkup Španjolske.
2008. godine prelazi u redove crnogorskih prvakinja, Budućnost T-Mobile, s kojima ulazi među pet najboljih ekipa Europe (Champions League), postaje doprvakinjom novoustrojene Regionalne lige (Women's Regional Handball League), osvaja crnogorsko prvenstvo i crnogorski Kup.

## Vanjske poveznice
- Službena stranica Tihane Ambroš  Arhivirana inačica izvorne stranice od 24. ožujka 2010. (Wayback Machine)